# Initial J
Az Initial J: Jay Chou's Greatest Hits Jay Chou 2005-ben kiadott válogatásalbuma. Japánban Chichirika címmel jelent meg. Az albumon az Initial D című filmben szereplő dalok hallhatóak és egy DVD tartozik hozzá, melyen nyolc videóklip szerepel.

## Számlista
1. "可愛女人 Adorable Woman" (Ko aj nü zsen (Ke Ai Nü Ren)) – 4:01
2. "黑色幽默 Black Humour" (Hej sze ju mo (Hei Se You Mo)) – 4:45
3. "忍者 Ninja" (Zsen cse (Ren Zhe)) – 2:41
4. "雙截棍 Nunchucks" (Suang csie kun (Shuang Jie Gun)) – 3:23
5. "最後的戰役 The Final Battle" (Cuj hou tö csan ji (Zui Hou De Zhan Yi)) – 4:14
6. "以父之名 In the Name of the Father" (Ji fu cse ming (Yi Fu Zhi Ming)) – 5:43
7. "東風破 East Wind Breaks" (Tung feng po (Dong Feng Po)) – 5:17
8. "雙刀 Double Sabres" (Suang tao (Shuang Dao)) – 4:56
9. "七里香 Common Jasmin Orange" (Cs li hsziang (Qi Li Xiang)) – 4:59
10. "外婆 Grandma" (vaj po (Wai Po)) – 4:07
11. "飄移  Drifting" (Piao ji (Piao Yi)) – 3:49
12. "一路向北 All the Way North" (Ji lu hsziang pej (Yi Lu Xiang Bei)) – 4:57